# Stała przepływność
Stała przepływność, CBR (od ang. constant bit rate) – cecha strumienia danych polegająca na transmisji lub zapisie określonego segmentu utworzonych danych zawsze przy pomocy tej samej liczby bitów, niezależnie od stopnia skomplikowania zapisywanych danych.
Metoda ta jest prosta w realizacji i głównie dlatego znajduje zastosowanie w mediach strumieniowych przy ograniczonej przepustowości, gdy istotna jest maksymalna, a nie średnia, jej wartość. CBR nie jest jednak rozwiązaniem korzystnym dla archiwizacji danych multimedialnych – stały strumień może być niewystarczający przy złożonych, a nadmiarowy przy prostych, porcjach (segmentach) napływających danych, co może powodować duże zmiany jakości zachowanego materiału.